# 두하군주
두하군주(頭下軍州)란 요나라에 존재했던 특수한 행정 구역이다. 이들은 유목 생활을 하면서 부족사회에 익숙했던 거란이 주현제를 수용하기 위해 설치한 과도기적 존재에 해당했다. 

## 요
본래 유목이나 수렵, 혹은 농경민에 대한 약탈로 생계를 유지했던 거란은 농사를 지으면 장기적으로 안정적인 소득을 얻을 수 있다는 것을 깨닫고 농경 생활을 시작하고자 했다. 그러나 이들은 농사를 지어본 적이 없었기 때문에 거란 내지에 농경지를 만들기 위해서는 많은 농경민을 거란 내지로 이주시켜야 했다.
이런 배경 때문에 황족, 황비나 공주, 공신 등 거란 유력자들은 대외원정으로 많은 포로를 생포하거나, 점령지에서 철수할 때 점령지 주민들을 모두 거란 내지로 데려가는 등 많은 농경민들을 거란내지로 압송했다. 두하군주는 거란 유력자들이 이렇게 압송된 농경민들을 정착시키기 위해 거란내지에 유주를 본따 만든 한성(漢城)을 세우면서 설치되기 시작했다.
요나라정부는 거란 내지에 대한 개발 문제 때문에 두하군주의 설치를 장려했지만, 그 정도가 지나쳐 황권이 약해지는 것을 막기 위해 일부 두하군주를 중앙 정부가 직접 통치하는 일반 주현으로 개편하기도 했다.

## 목록
| 명칭   | 한자   | 군명(軍名)                                                                        | 대략적 위치                                                                       | 행정관     | 인구     | 비고 |
| ------ | ------ | --------------------------------------------------------------------------------- | --------------------------------------------------------------------------------- | ---------- | -------- | --- |
| 휘주   | 徽州   | 선덕군(宣德軍)                                                                    | 푸신시 푸신 몽골족 자치현 북 구묘진(舊廟鎭)                                       | 절도(節度) | 10,000호 | 요 경종의 딸이었던 진진대장공주(秦晉大長公主) 수하에 있던 민호와 하사받은 1만호로 설치되었다. 주 성은 의주(宜州) 북쪽 200리 거리에 있었다.                                                                |
| 성주   | 成州   | 장경군(長慶軍)                                                                    | 푸신 시 서북 홍모자촌(紅帽子村)                                                   | 절도(節度) | 4,000호  | 요 성종의 딸 진국장공주(晉國長公主)가 아버지로부터 받은 민호로 설치되었다. 성은 의주 북족 160리 거리에 있었다.                                                                                            |
| 의주   | 懿州   | 광순군(廣順軍)                                                                    | 푸신 몽골족 자치현 북동부 탑자영촌(塔子營村)북쪽                                  | 절도(節度) | 4,000호  | 요성종의 딸 연국장공주가 아버지로부터 하사받은 민호로 설치되었다. 현주동북쪽 160리 거리에 주 성이 있었다.                                                                                                 |
| 위주   | 渭州   | 고양군(高陽軍)                                                                    | 푸신시 장우현 서북 사보자향(四堡子鄕)                                             | 절도(節度) | 1,000호  | 부마도위이자 소창(蕭昌)의 후손이었던 소필활(蕭匹敵)에 의해 설치되었다. 그러나 주의 성이 설치된 것은 진국왕(秦國王) 야율융경(隆慶)의 딸 한국장공주가 하사받은 민호에 근거한 때였다.                        |
| 호주   | 壕州   |                                                                                   |                                                                                   | 6,000호    | 6,000호  | 국구재상(國舅宰相)이 중국을 침공하여 얻은 중국인민호에 근거하여 설치되었다. |
| 원주   | 原州   | 선양시 캉핑 현                                                                    | 선양시 캉핑 현                                                                    | 500호      | 500호    | 국구 김덕(金德)이 얻은 중국인 민호에 근거하여신설되었다. |
| 복주   | 福州   | 퉁랴오시 하르친좌익후기                                                           | 퉁랴오시 하르친좌익후기                                                           | 300호      | 300호    | 국구 소녕(蕭寧)이 중국을 침공하며 얻은 중국인 민호에 근거하여 설치되었다. |
| 횡주   | 橫州   | 창우 현 위자구몽골족향(苇子沟蒙古族乡) 토성자촌(土城子村)                         | 창우 현 위자구몽골족향(苇子沟蒙古族乡) 토성자촌(土城子村)                         | 200호      | 200호    | 국구 소극충(蕭克忠)이 자기 부족이 목축을 하던 땅에 설치되었다. |
| 봉주   | 鳳州   | 지린성 궁주링시 모성자진(毛城子鎭) 성자촌(城子村)                                 | 지린성 궁주링시 모성자진(毛城子鎭) 성자촌(城子村)                                 | 4,000호    | 4,000호  | 발해 정리부 안녕군(安寧郡)일대에서 이주된 발해유민들을 남왕부오장(南王府五帳)에 정착시킨 뒤 그 일부를 분리하여 설치되었다. 이 주처럼 정리부 주민들이 이주되어 형성된 한주에서 북으로 200리 거리에 있었다. |
| 수주   | 遂州   |                                                                                   |                                                                                   | 500호      | 500호    | 본래 고주에 속했는데, 남왕부 오장의 목초지였다고 한다. |
| 풍주   | 豊州   |                                                                                   |                                                                                   | 500호      | 500호    | 본래 요택의 대부락(遼澤大部落)이었으며, 술율씨 승은(遙輦氏僧隱)의 목초지였다고 한다. |
| 순주   | 順州   | 푸신 몽골족 자치현 동남 대파진(大巴鎭) 영성자(英城子) 동남토성(東南土城)          | 푸신 몽골족 자치현 동남 대파진(大巴鎭) 영성자(英城子) 동남토성(東南土城)          | 1,000호    | 1,000호  | 횡장 남왕부(橫帳南王府俘)가 연주(燕州), 계주(薊州), 순주(順州)에서 생포한 주민들을 정착시키면서 형성되었다.                                                                                               |
| 여주   | 閭州   |                                                                                   |                                                                                   | 1,000호    | 1,000호  | 본래 나고왕(羅古王)의 목초지였다고 한다. 주 근처에 의무려산이 있다. |
| 송산주 | 松山州 |                                                                                   |                                                                                   | 500호      | 500호    | 본래 요택 대부락이었는데, 횡장보고왕(橫帳普古王)의 목초지였다고 한다. |
| 예주   | 豫州   | 퉁랴오 시 짜루터 기 파아이도호석진(巴雅尔圖胡碩鎭) 온도이합달고성(溫都爾哈達古城) | 퉁랴오 시 짜루터 기 파아이도호석진(巴雅尔圖胡碩鎭) 온도이합달고성(溫都爾哈達古城) | 500호      | 500호    | 본래 횡장 진왕(橫帳陳王)의 목초지였다. |
| 영주   | 寧州   | 짜루터 기                                                                         | 짜루터 기                                                                         | 300호      | 300호    | 본래 대하씨(大賀氏) 륵특산(勒得山), 횡장관녕왕(橫帳管寧王)의 목초지였다고 한다. |

1. ↑  《요사》 권39 지리지 1 상경도 두하군주
2. ↑  나영남, 契丹의 渤海遺民에 대한 移住政策